# 漫威影业
漫威影业有限责任公司，1993年至1996年间又称漫威电影（Marvel Films），是一个美国电视和电影工作室，隶属于总部位于加利福尼亚州伯班克的華特迪士尼公司。影业原是漫威娱乐的子公司，而漫威娱乐自2009之後成為了華特迪士尼影业的子公司。漫威影业属于華特迪士尼公司的一部分，通常会和另一个负责发行和营销的迪士尼部门華特迪士尼影業合作。在财务报告方面，从迪士尼发布的报告来看，漫威影业属于華特迪士尼影業的一部分。
漫威影业包括众多部门和合资企业，其中有的仍在运行，有的则已经不复存在，这些部门及企业有：漫威电视、漫威动画、漫威音乐（由好莱坞唱片负责主管）、MVL制作有限责任公司和制作。在这些动画、电视、电影和音乐的发行中，该影业已参与了三个系列的漫威角色电影，并已在北美地区收入逾十亿美元，这些系列有：X战警、蜘蛛人和漫威电影宇宙，而《X戰警》和《蜘蛛人》的版权则分别出售给了二十世紀福斯和索尼影視娛樂。漫威影业的大部份电影均由华特迪士尼工作室电影負責发行，而三部蜘蛛人系列电影則由索尼影視娛樂負責發行。
自2008年来，从《鋼鐵人》到《蟻俠與黃蜂女：量子狂熱》，漫威影业已經发行了二十九部漫威电影宇宙电影，而且这些电影相互連貫，連同工作室製作的短片Marvel One-Shots和漫威電視製作的電視節目。
2015年8月，漫威影业被整合入華特迪士尼影業集團，漫威影業至此脫離漫威娛樂的控制。2018年7月，迪士尼收購二十世紀福斯，至此X戰警和驚奇4超人的版權回歸漫威電影宇宙。

## 歷史

### 漫威娱乐時期
在1993至1996年稱做漫威娱乐，自己成立漫威製作公司來製作漫威漫畫的影集及電影的拍攝，1996年起因為公司介於破產邊緣，開始分批出售英雄漫畫的電視及電影版權，包含了蜘蛛人、X戰警系列、驚奇4超人等等，分別拋售給二十世紀福斯、索尼影視娛樂、環球影業、派拉蒙影業等片商。

### 漫威影業時期

漫威影業（2013－2016年）的LOGO

漫威影業所出售的電影版權拍成電影後普遍有不錯的票房收入，尤其是2002年至2007年的《蜘蛛侠系列电影》得到不錯的收益，於是漫威影業在2007年起打算自己籌作復仇者聯盟的電影，但由於當時漫威娛樂經濟不佳，而且超級英雄電影的普遍知名演員也不喜歡參與拍攝，因為超級英雄電影在蜘蛛人系列之前普遍受限於漫畫的天馬行空而當時的電腦動畫技術不佳，所以電影看起來口碑都不是很好。所以漫威影業打算先拍一部以鋼鐵人為主角的電影來試水溫，找來了當時名聲也不是很好的美國男演員小勞勃·道尼來主演《鋼鐵人》，卻意外地全球大賣，票房收入達5.852億美元。
漫威影業的母公司漫威娛樂於2009年賣給了華特迪士尼公司的子公司華特迪士尼影業集團，迪士尼亦宣布不會改變漫威影業的行程，打下對漫威的信心，開始買回部分影視及電影版權，並在接連拍攝了一系列的英雄電影。在2012年終於拍攝了《復仇者聯盟》，全球大賣15.18億美元。且接下來創造了屬於漫威影業的漫威电影宇宙系列电影。索尼影視娛樂在2014年12月同意讓蜘蛛人加入漫威電影宇宙，但只是角色借拍，票房收入依舊歸索尼所有，而周邊商品等販售則歸迪士尼所有。回歸漫威的蜘蛛人在2016年首次登場於《美國隊長3：英雄內戰》，個人電影《蜘蛛人：返校日》於2017年上映。目前二十世紀福斯及環球影業等電影公司也考慮以蜘蛛人的模式讓X戰警和驚奇4超人等漫威英雄回歸漫威影業來製作電影。漫威影業近年的主要競爭對手有DC漫畫的英雄系列電影「DC擴展宇宙」。

## 管理層
- 凱文·費吉（Kevin Feige，總裁)[8]
- 路易斯·德·埃斯波西托（英语：Louis D'Esposito）（聯席總裁)[8]

以下管理層主管人物被稱呼為「漫威工作室議會」
- 斯蒂芬·布魯薩德（Stephen Broussard，執行、生產與開發總裁）[11]
- 艾瑞克·豪瑟曼·卡羅爾（Eric Hauserman Carroll，執行、生產與開發總裁）[12]
- 陳貞（執行、生產與開發總裁）[13]
- 內特·摩爾（Nate Moore，製作和開發副總裁）[14][15]
- 喬納森·舒瓦茲（Jonathan Schwartz，製作和開發副總裁）[16]
- 布拉德·溫德博姆（Brad Winderbaum，串流媒體、影集和動畫總裁）[17]
- 莎拉·芬恩（Sarah Finn，電影與影集選角總監）[18]

## 作品索引
- 漫威漫画改编电影列表
- 漫威電影宇宙系列電影